# Mr. Bean (Comedysendung)
Mr. Bean ist eine britische Comedyserie, in der Rowan Atkinson die gleichnamige fiktive Figur spielt. Die Serie wurde von 1989 bis 1995 produziert und besteht aus 15 Episoden, die im Fernsehen ausgestrahlt wurden, und zwei Specials.

## Inhalt
Mr. Bean ist ein weltfremder und kindischer Tollpatsch, der wegen seiner egoistisch-anarchistischen Züge von einem Fettnäpfchen ins nächste tritt und sich in der modernen Welt nur schwer zurechtfindet. Er ist in der Regel mit Hemd samt Krawatte, Hose und Sakko mit Ellbogenbesätzen bekleidet.
Er lebt alleine in einer Dachgeschoss-Altbauwohnung in Flat 2, 12 Arbour Road, Highbury, London, England.
Er hat eine enge Bindung zu einem Teddybär namens Teddy, den er einerseits häufig wie einen Menschen behandelt, jedoch mitunter auch zweckentfremdet, etwa wenn er ihn als Malerwerkzeug benutzt.
Sein Auto ist ein grüngelber Mini mit schwarzer Motorhaube. In den ersten beiden Episoden fährt er einen orange-roten Mini, den er aufgrund eines Unfalles verliert. Damit ihm niemand das Fahrzeug stiehlt, nimmt er gelegentlich das Lenkrad mit, hat es mit mehreren Schlüsseln gesichert (einer führt zum nächsten) und sichert zudem die Fahrertür mit einem Vorhängeschloss.
Irma Gobb, gespielt von Matilda Ziegler, ist ein Mauerblümchen und die Freundin von Mr. Bean, die er durch sein Verhalten des Öfteren vergrault.
In kleinen Nebenrollen ist Robin Driscoll, Miterfinder, Co-Autor und Co-Produzent der Serie, immer wieder zu sehen. In den restlichen Nebenrollen tauchten neben zumeist eher unbekannten Darstellern hin und wieder auch relativ bekannte britische Schauspieler und Komiker auf, wie etwa Richard Briers, Christopher Ryan, Roger Lloyd-Pack, Rupert Vansittard, David Schneider und Richard Wilson.
Der Humor der Serie basiert fast ausschließlich auf Mimik, Gestik und Slapstick-Einlagen der Hauptfigur, die so gut wie nie spricht. Er steht damit in der Tradition der klassischen Stummfilm-Komödien von Buster Keaton, Charlie Chaplin, Laurel und Hardy sowie Jacques Tati, dessen Filmfigur Monsieur Hulot Atkinson in diesem Zusammenhang als Inspiration nennt. Wie in diesem Genre üblich, steht im Mittelpunkt der Handlung meist eine Alltagssituation, die sich durch Mr. Beans Ungeschick und sein Verhalten in eine Katastrophe verwandelt. Die Handlung ist selbsterklärend, so dass es, ähnlich wie bei Dinner for One, keiner Übersetzung durch Untertitel oder Synchronisation bedarf.
In der Serie gibt es einige Running Gags:
- Mr. Bean begegnet beim Autofahren oft einem hellblauen Reliant Regal Supervan III, der jedes Mal in Mitleidenschaft gezogen wird, etwa, indem Mr. Bean ihn von der Straße drängt und zum Kippen bringt oder das parkende Fahrzeug aus seiner Parklücke schiebt.
- Ebenfalls Running Gag im Repertoire von Mr. Bean ist die Sachbeschädigung, die er meistens unabsichtlich durch seine Tollpatschigkeit, Neugierde und Verspieltheit begeht und die er immer wieder gekonnt umstehenden Unbeteiligten in die Schuhe zu schieben versucht. Immer wieder wirft Mr. Bean Mülltonnen um. Auch die Schürze eines Dienstmädchens und der Strom einer Disko sind in Gefahr. Wenn er an einem Fernseher vorbeiläuft, wird das Bild gestört oder fällt aus. In Bean – Der ultimative Katastrophenfilm zerstört er das wertvolle Gemälde Whistlers Mutter.
- Ein weiterer Running Gag ist Mr. Beans Geiz. So serviert er in der Silvester-Folge seinem Besuch Stücke von einem Ast, die er mit Marmite veredelt, da er vergessen hat, einzukaufen, oder platziert eine provisorische Puppe in einem Schlafsack vor der Eingangstüre eines Möbelhauses, um als Erster einen preislich reduzierten Fernsehsessel zu ergattern.
- Mr. Bean ist zudem oft sehr kindisch und hat einen entsprechenden Hang zu Neugierde, Spiel- und Experimentierfreudigkeit. Alle möglichen Gegenstände fasst er ungeniert an und spielt damit herum, so etwa die Lampen und den Fernseher in seinem Hotelzimmer oder die Krippe und die Spielzeug-Auslage im weihnachtlichen Kaufhaus (Harrods).
- Ebenfalls als Running Gag kann verstanden werden, dass Mr. Bean (und auch die meisten anderen Figuren, die in der Serie auftauchen) ständig in zeitlichem Stress zu sein scheinen (selbst dann, wenn dies der Situation widerspricht, z. B. bei Freizeitaktivitäten), da jede Verzögerung, sei sie durch Mr. Bean oder eine Nebenfigur ausgelöst, mit einem entnervten Blick und einem Tippen auf die Armbanduhr quittiert wird. Diese Geste wird gerne auch von Mr. Bean eingesetzt, um sich als den durch eine Zeitverzögerung „Geschädigten“ darzustellen, obwohl er oft selbst dafür verantwortlich ist.

## Episoden und Handlung

### TV-Episoden
Die ersten 14 Episoden sind je 25 Minuten lang. Die 15. Episode dauert 72 Minuten und ist eine Zusammenstellung von Szenen früherer Episoden.
| Nr. | Deutscher Titel                     | Originaltitel              | Erstausstrahlung Vereinigtes Königreich | Deutschsprachige Erstausstrahlung (D) |
| --- | ----------------------------------- | -------------------------- | --------------------------------------- | ------------------------------------- |
| 1 | Mr. Bean                            | Mr. Bean                   | 1. Jan. 1990                            | 1. Januar 1991                        |

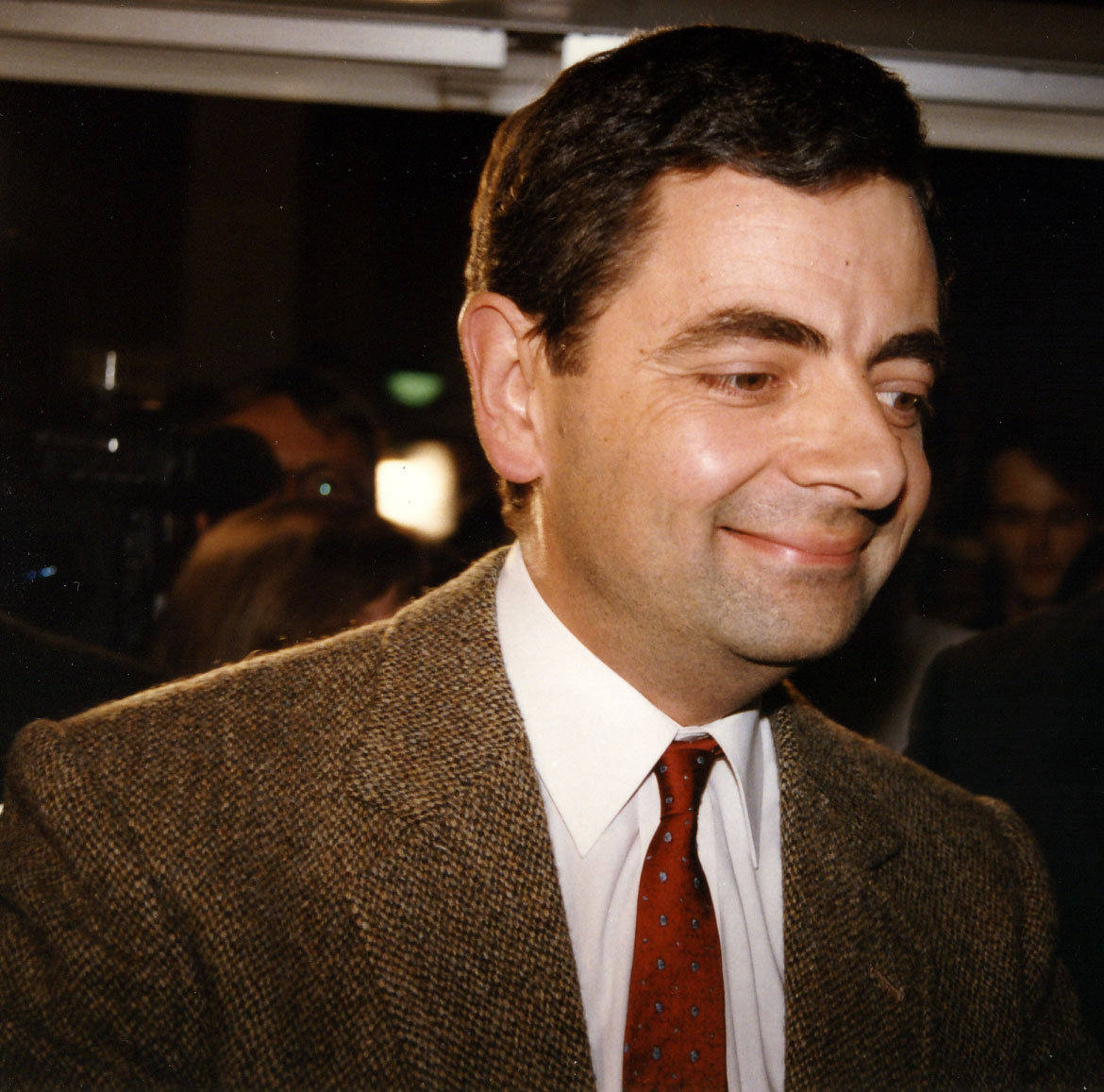
Rowan Atkinson in der Rolle des Mr. Bean (1997)

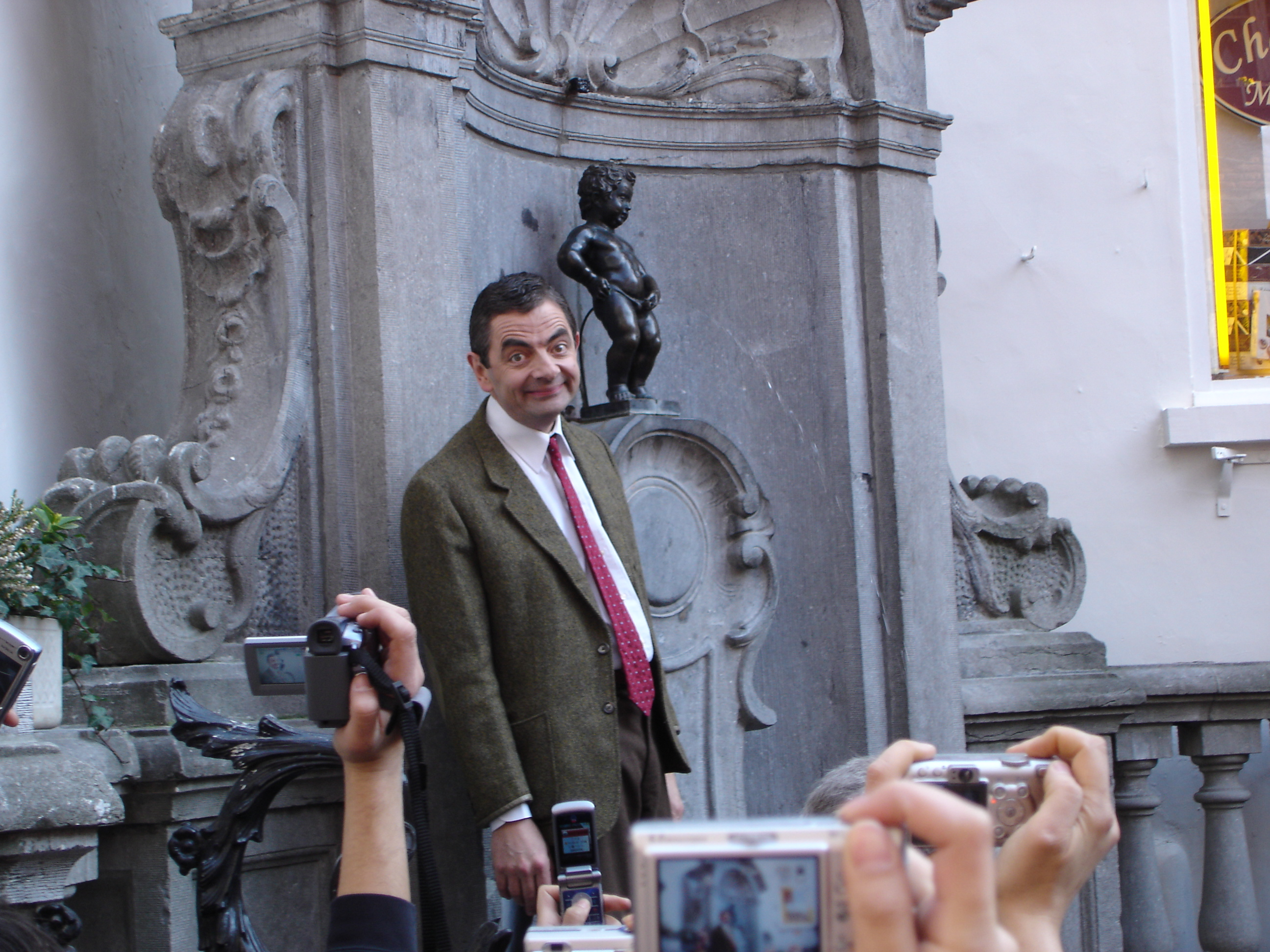
2007

| In der vom britischen TV-Netzwerk ITV am 1. Januar 1990 erstmals ausgestrahlten ersten Folge drückt Mr. Bean die Schulbank bei einer Prüfung. Vor deren Beginn unterhält er sich kurz mit seinem Banknachbarn, der ihm verrät, hauptsächlich die Infinitesimalrechnung geübt zu haben. Bean dagegen hat sich besonders auf Trigonometrie vorbereitet. Danach holt er eine große Sammlung an Stiften aus seiner Anzugjacke sowie einige Glücksbringer und einen Wecker aus seiner Tasche. Die Prüfung beginnt und Bean stellt erschrocken fest, dass die Prüfungsaufgaben die Infinitesimalrechnung statt Trigonometrie abfragen. So versucht er vergeblich, bei seinem Nachbarn abzuschreiben. Nach mehreren missglückten Versuchen resigniert er verzweifelt. Doch kurz vor Prüfungsende stellt sich heraus, dass für sein vorbereitetes Thema alternative Prüfungsfragen gestellt sind und er das Blatt dazu im Umschlag übersehen hatte. Im nächsten Akt will Bean am Strand baden. Nach einer kurzen „Aufwärmübung“ will er seine Badehose anziehen. Doch dann bemerkt er eine zweite Person, die neben ihm auf einem Strandstuhl sitzt und die Meeresluft genießt. So sieht er sich gezwungen, seine Badehose über die Anzughose anzuziehen und letztere auf besondere Weise auszuziehen. Dies versucht er jedoch immer wieder vor seinem Strandnachbarn zu verbergen, der immer wieder zu ihm hinübersieht. Als Bean sich endlich seiner Anzughose entledigt hat, verlässt der andere Mann den Strand, wobei sich herausstellt, dass er blind ist. Zum Schluss geht er in die Kirche, wo er (zu spät kommend) nach einem Niesanfall kein Taschentuch findet und sich stattdessen mit dem Stoff seiner Anzugjackentasche die Nase putzt. Danach kämpft er erfolglos gegen die Müdigkeit. Er schläft ein, sinkt dabei bis zum Boden hinab und stützt sich schließlich auf Kopf und Knien auf. Er erregt dabei auch zunehmend die Missgunst seines Sitznachbarn. Der Versuch, ein Bonbon zu naschen, schlägt fehl. Da ihn sein Nachbar nicht mit in das Gesangbuch schauen lässt, singt er nur den Refrain (Hallelujah) sehr laut mit. |                                     |                            |                                         |                                       |
| 2 | Mr. Beans Ausflug in die feine Welt | The Return of Mr. Bean     | 5. Nov. 1990                            | ?                                     |
| Mr. Bean will einem Saxophonspieler Kleingeld geben, hat aber selbst keines. Er stellt sich daher neben ihn und tanzt auf seine Art zur Musik. Es gelingt ihm, Kleingeld zu erlangen, das er dem Spieler in die Kiste legen kann. Danach geht er mit seiner Kreditkarte einkaufen. Er durchquert zuerst die Parfumabteilung, wobei die vielen verschiedenen Gerüche ihm fast Atemnot bescheren. Auf dem Boden kriechend verlässt er die Abteilung und kann sich schließlich seinem Einkauf widmen. Dabei testet er alles, was im Einkaufskorb landet, zuvor sehr genau: eine Zahnbürste (er nimmt dann aber lieber ein verpacktes Modell); Kartoffelschäler testet er mit einer mitgebrachten Kartoffel. Die Pfanne wählt er nach der Größe des mitgebrachten Fischs aus. In der Telefonabteilung ist er der Meinung, dass die Telefone nicht funktionieren, da sie kein Freizeichen haben und nimmt daher einfach das angeschlossene Firmentelefon mit. An der Kasse will er mit der Kreditkarte bezahlen. Doch ein anderer Kunde steckt versehentlich Beans Karte ein, da beide die gleiche besitzen. Bean will die Karten unbemerkt wieder zurücktauschen, bleibt aber beim Zurückstecken des Portemonnaies mit der Hand in der Hosentasche des anderen Kunden stecken und muss ihm bis auf die Toilette folgen. Anschließend besucht er ein vornehmes Restaurant und feiert allein seinen Geburtstag, entscheidet sich aus chronischem Geldmangel jedoch für das preiswerteste Gericht: ein Steak Tatar. Da er sich vor dieser ihm offenbar unbekannten Speise ekelt, versucht er den Inhalt seines Tellers unauffällig loszuwerden. Am Ende kommt es zu einem Missgeschick des Kellners, der stolpert; Bean holt nun das an vielen Stellen verteilte Steak Tatar wieder hervor und gibt dem Kellner die Schuld. Im falschen Glauben, er bekäme nun ein anderes Gericht, wird ihm schließlich ein neues Steak Tatar serviert. Am Abend ist Mr. Bean bei einer Filmpremiere, bei der Königin Elisabeth II. als Gast erwartet wird. Er reiht sich neben den Schauspielern ein und bemerkt nach und nach, dass sein Aussehen nicht ganz dem der Schauspieler entspricht. So versucht er unter entsetzten Blicken seiner Nachbarn, seinem Aussehen den letzten Schliff zu geben und übt auch eine Begrüßung für die Königin. Diese bekommt von Bean schließlich eine Kopfnuss und im Getümmel, der Königin wieder aufzuhelfen, verlässt Bean unauffällig den Saal. |                                     |                            |                                         |                                       |
| 3 | Freizeitspaß mit Hindernissen       | The Curse of Mr. Bean      | 30. Dez. 1990                           | ?                                     |
| Mr. Bean geht ins Schwimmbad. Dort will er zunächst auf der Kinderrutsche rutschen, wird aber vom Bademeister zurückgewiesen. Dann sieht er den Sprungturm als besondere Herausforderung. Oben angekommen packt ihn allerdings die Höhenangst. Vor zwei Jungen, die zu ihm stoßen, will er den Angeber spielen und auf besondere Weise im Wasser landen, indem er sich vom Sprungbrett hangelt. Einer der Jungen stampft ihm jedoch auf die Finger, Bean fällt ins Wasser und verliert seine Badehose, die von einem kleinen Mädchen herausgefischt wird. Als alle auf Kommando des Bademeisters den Pool verlassen müssen, da das Schwimmbad schließt, taucht er, damit ihn niemand nackt sehen kann. Er trifft jedoch auf eine Gruppe von Frauen, die von seiner Blöße sehr "beeindruckt" sind. Anschließend versucht er die Einfahrtschranke des Parkhauses auszutricksen, weil ihm der Betrag zu hoch ist, den er an der Ausfahrt zahlen soll. So schiebt er eine Tonne in den Sensor des Ticketautomaten, der die Schranke öffnet. Bean fährt mit seinem Mini zwischen Schranke und Tonne und glaubt, gewonnen zu haben. Doch als die Tonne aus dem Weg ist, fährt ein anderes Auto vor, das ins Parkhaus will. So muss Bean rückwärts zurückfahren und schafft es schließlich, das nächste ankommende Auto mit Vollgas zurückzudrängen und das Parkhaus zu verlassen. Bei der Mittagspause im Park versucht er, unter den Augen eines Sitznachbarn ein besonders aufwändiges Sandwich aus nur ganz frischen Zutaten zuzubereiten. So „mahlt“ er zum Beispiel Pfefferkörner mit Hilfe eines Tuches und seines Schuhs oder wäscht ein Salatblatt und trocknet es, indem er es in seiner Socke „schleudert“. Nachdem das Sandwich fertig ist, will er sich noch einen Tee in einer Wärmflasche zubereiten. Währenddessen schüttelt er das Tuch, auf dem die Pfefferkörner gemahlen wurden, aus und erleidet dadurch einen Niesanfall. Folglich verspritzt er den Tee aus der Wärmflasche über seiner Hose. Um ihm weitere Peinlichkeiten zu ersparen, gibt Beans Sitznachbar ihm schließlich sein noch übriges Sandwich. Zum Schluss geht er mit seiner Freundin ins Kino, um sich den Horrorfilm „Nightmare on Elm Street 5 – Das Trauma“ anzusehen. Dabei bekommt er allerdings mehr Angst, als er vorher zugegeben hätte. Um davon abzulenken bzw. dem vorzubeugen, stülpt er sich seine Popcorntüte über den Kopf und erschreckt seine Freundin und andere Kinobesucher. |                                     |                            |                                         |                                       |
| 4 | Mr. Bean geht in die Stadt          | Mr. Bean Goes to Town      | 15. Okt. 1991                           | ?                                     |
| Mr. Bean hat sich einen Fernseher gekauft, bekommt jedoch Schwierigkeiten mit dem Antennen-Empfang. Er löst das Problem auf die Weise, indem er den Sessel nach und nach mit seinem Anzug samt Unterwäsche verkleidet und nackt in die Schachtel des TV-Gerätes schlüpft, was vorerst gelingt, um ein Bild zu erlangen. Dann aber schaltet sich der Strom ab, weil die Zeit für das Geld, das er zuvor in den Stromzähler eingeworfen hatte, abgelaufen ist. Im Park stiehlt ein Mann seine Kamera, statt ihn zu fotografieren. Bei der Polizei identifiziert Mr. Bean den Dieb, nachdem er ihn durch einen über den Kopf gestülpten Mülleimer mit einem Stift sticht und so wie bei der Verfolgung im Park seinen Schrei hört. Nachdem er Probleme mit seinem Schuh und seiner Frisur gelöst hat, geht er am Abend mit seiner Freundin in einen Club, wo er unfreiwillig zum (eher schlechten) Assistenten eines Zauberers wird. Zum Schluss zeigt er in der Disco seine Fähigkeiten als Tänzer, verliert dabei allerdings seine Freundin an jemand anderen und schaltet schließlich die gesamte Stromversorgung ab. |                                     |                            |                                         |                                       |
| 5 | Ärger ohne Ende                     | The Trouble With Mr. Bean  | 1. Jan. 1992                            | ?                                     |
| Mr. Bean verschläft und stellt fest, dass er einen Termin beim Zahnarzt hat. Auch hat er Probleme beim Rasieren. Sehr in Eile, zieht er sich während der Fahrt im Auto an und putzt sich die Zähne. Im Wartezimmer sucht er eine bestimmte Zeitung, die ein Junge liest. Diese macht Bean dem Jungen auf seine Art abspenstig, als er sie endlich lesen kann, nimmt ihn jedoch der Zahnarzt gleich dran. Da der Zahnarzt dank Beans Tollpatschigkeit die Betäubung selbst abbekommt, behandelt Mr. Bean seine Zähne selbst, wobei er einen Zahn am Oberkiefer bohrt und plombiert, stellt aber fest, dass es der falsche Zahn war. Da sich die Röntgenaufnahme seines Gebisses in alle Richtungen drehen lässt, behandelt er am Ende sein gesamtes Gebiss, welches dann auch noch zusammenklebt. Als der Zahnarzt wieder erwacht, verabschiedet sich Mr. Bean. Anschließend geht er zum Picknick in den Park, wo er die Fernsteuerung für ein Modellboot erfolgreich zur Freude des Besitzers repariert, jedoch nichts von den Nebeneffekten auf andere technische Geräte bemerkt. Die Fernsteuerung steuert nämlich schließlich auch einen elektrischen Rollstuhl. Ein Dieb will sein Auto stehlen, scheitert aber daran, dass Mr. Bean das Lenkrad mit zum Picknick genommen hat. Zuletzt wird er von einer Wespe belästigt. |                                     |                            |                                         |                                       |
| 6 | Mr. Bean reist wieder               | Mr. Bean Rides Again       | 17. Feb. 1992                           | ?                                     |
| Weil Mr. Beans Auto nicht anspringt, nimmt er den Bus. An der Haltestelle bricht ein Mann mit einem Kreislaufkollaps zusammen. Bean kann ihn mit unkonventioneller Erster Hilfe wiederbeleben, was vorerst mit Hilfe eines Starthilfekabels gelingt. Durch ein Missgeschick fällt der Mann erneut in Ohnmacht. Inzwischen wurde der Rettungsdienst verständigt. Bean nimmt sich das Starthilfekabel und die Batterie des Rettungswagens zu Nutze, um seinen Wagen wieder starten zu können, daraufhin bekommt der Fahrer des Rettungswagens diesen nicht mehr gestartet, weil die Batterie leer ist. Anschließend will Bean einen Brief aufgeben, verschluckt aber versehentlich die Briefmarke und besorgt sich eine Ersatzmarke von einem anderen Brief. Danach steckt er im Briefkasten fest, wird aber später herausgelassen. Dann zeigt er, wie viel Gepäck in einen kleinen Koffer passt, indem er die Utensilien minimiert und abschneidet, findet dann aber noch einen größeren Koffer. Im Zug wird er von einem laut lachenden Reisenden belästigt, woraufhin er sich Oropax bastelt, was zur Folge hat, dass Bean den Kontrolleur nicht wahrnimmt und er daraufhin durch einen Schreck sein Buch und seine Fahrkarte versehentlich aus dem Fenster wirft. Im Flugzeug kommt es zu Turbulenzen mit einem jungen Passagier, dem übel ist. Bean hat den Auftrag, den Knaben aufzuheitern, der Junge reagiert aber auf nichts. Der Knabe erbricht anschließend und Bean zerplatzt anschließend einen Papiersack, unwissend, dass das der Sack mit dem Erbrochenen des Jungen ist. |                                     |                            |                                         |                                       |
| 7 | Fröhliche Weihnachten               | Merry Christmas, Mr. Bean  | 29. Dez. 1992                           | ?                                     |
| Es ist Weihnachten und Mr. Bean geht einkaufen. Im Kaufhaus Harrods testet er eine elektrische Lichterkette, lässt aber dabei die Fassadenbeleuchtung ausfallen. Nachdem er einen Weihnachtsmann belästigt hat, welcher nicht sein letztes Opfer an diesem Tag bleibt, führt er ein Krippenspiel auf. Wieder draußen angekommen, trifft er seine Freundin, die sich einen wertvollen Ring wünscht, den sie im Schaufenster eines Schmuckgeschäftes entdeckt hat, in das Mr. Bean dann tatsächlich geht. Anschließend sammelt Bean Spenden, davon ist auch einiges die Diebesbeute einen Jungen, und dirigiert die Heilsarmee-Band. Hierbei erfährt das im angelsächsischen Raum weit verbreitete Weihnachtslied God Rest You Merry, Gentlemen eine ganz neue, eigenwillige Interpretation. Als er noch einen Baum kaufen will, sind alle Christbäume ausverkauft und er schleppt den großen Baum vom Marktplatz mit seinem Wagen nach Hause und schneidet sich die Spitze als kleines Bäumchen davon ab. Heiligabend feiert er alleine Zuhause. Er bereitet auch Weihnachtssocken vor, sogar eine für die Maus. Am nächsten Tag bereitet er einen Truthahn für das Dinner mit seiner Freundin vor. Beim Füllen des Truthahns geht seine Uhr verloren. Bei der Suche nach der Uhr bleibt er im Truthahn stecken und trägt diesen dann auf dem Kopf. Im selben Moment kommt seine Freundin, die zuerst seinen Kopf nicht sieht, fällt aber dann in Ohnmacht. Es gelingt schließlich, mit Hilfe eines Gewichtes, den Truthahn von seinem Kopf zu bringen. Anschließend kommt es zur Bescherung. Die Maus bekommt ein Stück Käse für die Mausefalle. Teddy bekommt seine Augen als Weihnachtsgeschenk. Mr. Bean bekommt von seiner Freundin ein Bastelmodell für ein Schiff, seine Freundin freut sich auf den Ring, Mr. Bean hat stattdessen aber zur Enttäuschung seiner Freundin das Bild eines Paares gekauft, was im Schaufenster direkt hinter dem Ring stand. Als er noch eine Schmuckschachtel überreicht, bekommt sie nochmal Hoffnung, allerdings findet sie darin nur eine Ringschraube zur Befestigung des Bildes. Enttäuscht verlässt sie ihn radikal. Diese Episode ist auch einzeln auf DVD erschienen. |                                     |                            |                                         |                                       |
| 8 | Gast auf Zimmer 426                 | Mr. Bean in Room 426       | 17. Feb. 1993                           | ?                                     |
| Mr. Bean macht Urlaub im Hotel. Als der Gepäckträger ihm den Koffer abnehmen will, hält ihn Bean für einen Dieb. Nachdem er sein Zimmer inspiziert und sein Gepäck ausgepackt hat, hängt er alle seine Bilder auf, wobei er Löcher in die Wand bohrt. Dann stellt er entsetzt fest, dass er ein Zimmer ohne Bad gebucht hat. Daraufhin bohrt er ein lebensgroßes Loch in die Wand, durch das er das Badezimmer des Nachbarn erreicht, schließt sich ein und badet sich dort, was zur Folge hat, dass der Nachbar die Tür seines Badezimmers nicht mehr öffnen kann. Auf der schmalen Treppe gerät er immer dann hinter langsame ältere Personen, wenn er es besonders eilig hat. Als er schließlich abends das Buffet erreicht hat, schlägt er sich den Bauch voll und imitiert dabei spiegelgleich jeden Handgriff seines Tischnachbarn, der zugleich sein Zimmernachbar ist. Bean verschlingt Austern mit vollem Genuss, sein Tischnachbar stellt jedoch fest, dass die Austern verdorben sind, was wiederum eine gewisse Übelkeit zur Folge hat. In der Nacht schließt er sich unvorbereitet und dabei unbekleidet aus seinem Zimmer aus. Er bedeckt seinen Intimbereich mit Feuerlöscher und Warnschildern und kriecht unter dem Läufer am Gang Richtung Lift. An der Rezeption, an der er zunächst den Zweitschlüssel zu entwenden versucht, versteckt er sich schließlich im Koffer eines Travestiekünstlers und zieht dann dessen Kleidung an. |                                     |                            |                                         |                                       |
| 9 | Der Heimwerker                      | Do-It-Yourself Mr. Bean    | 10. Jan. 1994                           | ?                                     |
| Mr. Bean hat zwei Freunde zur Silvesterparty eingeladen, wofür er in der Wohnung genaue Vorbereitungen trifft u. a. Partyhüte aus Papier (sogar für den Teddy). Dabei nimmt er ständig den goldenen Türknauf von der Wohnungstür ab und legt ihn in die Obstschale. Als die Freunde ankommen, muss er feststellen, dass er keine Nahrungsmittel zu Hause hat. Er improvisiert ein Festmahl, hackt Äste ab und taucht sie in Marmite. Auch bereitet er Essig mit Zucker zu. Die Freunde erkennen sofort die Improvisation der Lebensmittel, woraufhin die Freunde die Uhr auf Mitternacht verstellen und ihm verfrüht die Neujahrswünsche aussprechen, um nicht länger bleiben zu müssen. Die Freunde verabschieden sich und Mr. Bean geht vorzeitig ins Bett. Vor dem Schlafen hört er aber erst die richtigen Neujahrsrufe der Nachbarwohnung und muss mit seinem Wecker feststellen, dass er die Jahreswende versäumt hat. Am Neujahrstag ist er der erste, der das Kaufhaus betritt und kauft einen neuen Sessel im Sonderangebot, der sich als zu groß für seinen Mini darstellt, und bringt ihn dann auf dem Dach des Autos an. Um ihn nach Hause zu bringen, steuert er das Auto von oben aus, auf dem Sessel thronend. Er lenkt es mit einer Schnur und betätigt die Pedale mit dem Besen. Daraufhin hat er aber Probleme mit einem starken Gefälle der Straße. Er kann nicht bremsen, da sich der Besen in den Pedalen verhakt, wird fast von einem Polizisten gesehen und verursacht einen Flug von Bettfedern, indem er das Auto in einen Möbelwagen lenkt. Die anschließende Renovierung seiner Wohnung beginnt mit einer neuen Durchreiche, da er durch den neuen Sessel sein Wohnzimmer umräumen muss und den Tisch, der unter der Durchreiche stand, auf die andere Seite schiebt. Die neue Durchreiche misst er auf seine Art ab, beim Aussägen dieser zersägt er unbemerkt Bilder und Plakate an der Rückwand, darunter auch das Telefonkabel. Dann will er das Zimmer streichen. Dabei versinken die Haare des Pinsels in der Farbe, woraufhin er den Teddy als Pinsel benutzt. Als dies nicht funktioniert, wickelt er die gesamten Möbel und jedes Detail in Zeitungspapier ein, sogar das Obst in der Schale (noch dazu jede einzelne Weintraube). Dann streicht er das ganze Zimmer, indem er einen Böller im Farbeimer versenkt, hat aber zunächst Panik, da die Türklinke nicht vorhanden ist (er hat sie zum Obst gelegt und ebenso eingewickelt), findet sie aber schnell und kann noch flüchten. Er trifft dabei versehentlich einen seiner Freunde, dieser will im entscheidenden Moment seinen vergessenen Hut holen, bemerkt aber nichts vom Ausmalspektakel in Beans Wohnung. Als Bean wieder in die Wohnung geht, findet er einen weißen Raum vor, dann aber entdeckt er an der Wand die Silhouette des einen Freundes, in der Position des „Hutabholens“. |                                     |                            |                                         |                                       |
| 10 | Babysitter wider Willen             | Mind the Baby, Mr. Bean    | 25. Apr. 1994                           | ?                                     |
| Als Mr. Bean mit dem Auto zu einer Kirmes fährt, schleppt er irrtümlich einen Kinderwagen mit, wird somit unfreiwillig zum Babysitter und versucht vergeblich, das Kind loszuwerden. Nachdem er es vorübergehend in einem Spielauto untergebracht hat, vergnügt er sich auf der Achterbahn, wobei er während der Fahrt aus Langeweile einschläft und geht zu diversen Buden. Später muss er dem Baby die Windel wechseln, was aber zur Folge hat, dass die verdreckte Windel herumfliegt. Als neue Windel verwendet er den Teddybären eines Mädchens. Auch muss er einen Goldfisch retten, den er im Bingo gewinnt. Schließlich kauft er noch einige Ballons für das Kind, wobei er sie am Kinderwagen befestigt, woraufhin das Kind buchstäblich in die Lüfte steigt. Er schießt daraufhin mit Pfeil und Bogen in die Ballons und das führt schließlich zur Rückkehr des Kindes zu seiner Mutter. (Ohne dass diese ahnt, in wessen Obhut das Kind war.) Anschließend betritt ein Hund sein Auto, den er erst während der Fahrt bemerkt. |                                     |                            |                                         |                                       |
| 11 | Tag der offenen Tür                 | Back To School Mr. Bean    | 26. Okt. 1994                           | ?                                     |
| Mr. Bean besichtigt am Tag der offenen Tür eine Schule. Nachdem er einen Trupp Soldaten kommandiert hat, sieht er sich innen um und ruiniert dabei eine Briefmarkensammlung und eine Kalligraphie. Danach wird er bei einem Physikversuch elektrisch aufgeladen und offenbart eine starke magnetische Anziehungskraft. Nachdem ein Prospekt an seinem Körper klebt und er ihn nicht lösen kann und ihn schließlich einer Frau überreicht, reißt es ihr das Kleid in die Höhe. Als Chemiker hat er durchschlagenden Erfolg, wobei auch ein Junge anwesend ist und dieser mit blauem Dampf „Farbe bekommt“. Als Künstler soll er zuerst Obst zeichnen und danach ein Aktmodell. Dabei verhält er sich schüchtern vor der nackten Frau; die Lehrerin bewegt ihn dazu, hinzusehen. Dabei lässt er eine „interessante Kombination“ aus Obst und den Brüsten an seiner Zeichnung erstehen. Danach stellt er in einer Ecke des Raumes einen BH aus Ton her; währenddessen erscheint von ihm unbemerkt eine Lehrerin mit dem blau besprühten Jungen aus dem Chemiekabinett, der so die nackte Frau sieht. Die Lehrerin sucht den Schuldigen, findet ihn aber nicht; danach bedeckt Mr. Bean mit dem Ton-BH die Brüste des Modells. Beim Judo-Unterricht verliert er den Mut, sich werfen zu lassen, und besiegt daraufhin den Judolehrer, indem er ihn umwirft und in die Matte wickelt. Beim Umziehen verliert er seine Hose. Bean sucht seine Hose und findet sie bei jemandem auf der Toilette. Auf kindische Art ergattert Bean seine Hose wieder, indem er sie dem Mann in der Toilette entreißt. Auf dem Parkplatz wurde unterdessen Mr. Beans Auto bei einer Crash-Show von einem Chieftain-Panzer überrollt, da er es auf den Platz gestellt hatte, wo der eigentlich für die Show gedachte, genau gleich aussehende Mini stand, den er wiederum weggerollt hatte. Als Bean das Wrack vorfindet, ist er zunächst untröstlich, beruhigt sich aber wieder, als er das noch erhaltene Vorhängeschloss entdeckt. |                                     |                            |                                         |                                       |
| 12 | Mr. Bean schlägt wieder zu          | Tee Off, Mr. Bean          | 20. Sep. 1995                           | ?                                     |
| Mr. Bean bringt seine Unterwäsche, eine Luftmatratze, einen Lampenschirm, eine Fußmatte, zwei Würfel aus Stoff und seinen Teddy in einen Waschsalon, dabei stößt er auf eine Preiserhöhung und muss daher sein Notgeld, das er in der Hose versteckt hat, herausholen. Auch muss er sich mit einem unhöflichen, kräftigen, jungen Mann auseinandersetzen. Als ihm eine Unterhose (für jeden Wochentag eine) abgeht, merkt er, dass er sie trägt. Er zieht diese aus und seine Hose gerät in die Maschine einer anderen Frau, währenddessen er sich irrtümlich den gleichfarbigen Rock der Frau anzieht. Anschließend entdeckt er eine vergessene Unterhose. Er will diese anziehen, woran ihn aber der junge Mann hindert. Bean revanchiert sich bei diesem, indem er den Weichspüler des Mannes mit schwarzem Kaffee vertauscht, diesen füllt der Mann dann auch in die Maschine ein. Bean täuscht dabei mit dem Weichspüler Kaffeetrinken vor. Danach beschuldigt der Mann den Leiter des Waschsalons wegen seines braunen Hemdes. Bean holt seine „geschrumpften“ Dinge aus dem Trockner, wobei auch die Würfel ihre Punkte verloren haben. Auch sucht er später wieder vergeblich seine Hose, dabei kriecht er in den Trockner, die junge Frau sieht ihn darin nicht, schließt die Tür, stellt den Wäschetrockner an und wählt die heißeste Einstellung. Anschließend spielt Mr. Bean eine Partie Minigolf. Auf der ersten Bahn locht er noch mit einem Schlag ein. Da der Ball von der zweiten Bahn wegspringt und außerhalb des Geländes landet, der Ball nicht mit Händen berührt werden darf (der Bahnbetreiber ermahnte Bean) und Bean den Ball durch seine Tollpatschigkeit immer weiter weg spielt, unternimmt er eine Reise. Um den Ball wiederzubekommen, zerstört er den Inhalt eines Einkaufsnetzes, was eine Frau verärgert. Als der Ball auf der Eistüte eines Jungen landet, zerstört Bean auch dessen Eis. Der Ball verhindert auch das Starten eines Autos und fällt sogar in den Abwasserkanal. Bean sucht den Ball sogar dort und landet dann auf dem Müllwagen. Auf diesem fällt der Ball auf die Wiese hinaus. Um letztendlich den Ball ins Loch zu bekommen, schneidet er das Stück Wiese um den Ball aus und fährt im Auto einer Frau per Anhalter zurück an den Minigolfplatz, wo er abends den Ball doch noch einlocht. |                                     |                            |                                         |                                       |
| 13 | Ein Tag mit Tücken                  | Goodnight Mr. Bean         | 31. Okt. 1995                           | ?                                     |
| Mr. Bean muss ins Krankenhaus, weil seine Hand in einem Topf steckengeblieben ist. Zuerst fährt er mit seinem Auto knapp hinter einem Rettungswagen her und parkt vor dem Krankenhaus so nah dahinter, dass die Türen des Krankenwagens nicht mehr aufgehen. Im Wartezimmer versucht er vergeblich, die Wartezeit zu verkürzen, indem er zuerst vor der Rezeption eine Streiterei zwischen zwei Männern verursacht. Er zieht eine hohe Nummer, nach der er aufgerufen werden sollte. Er zeigt auch später den Zustand an seiner Hand her. Einer in Gips gebundenen Rollstuhlfahrerin nimmt er die niedrigere Nummer weg und die Ziffernanzeige stellt er auf den Kopf. Als danach „seine“ Nummer gerufen wird, hindert ihn die Rollstuhlfahrerin, ihn einzulassen, indem sie ihn an seinem Topf festhält. Nachdem ein gerade erst erschienener Patient bereits dran ist, bemerkt eine Schwester, dass die Anzeige umgedreht wurde und dreht sie zurück. Nach dem missglückten Versuch schläft er ein und die Rollstuhlpatientin erhält ihre Nummer zurück, als diese aufgerufen wird, da die Nummer auf den Boden gefallen war und Bean muss sich erneut anstellen und anmelden, was dazu führt, dass er eine weit höhere Nummer bekommt. Zu allem Übel bleibt auch seine andere Hand in einem Mülleimer stecken. Danach fotografiert er im Park jedes Detail, was er sieht und will sich mit einem Wachsoldaten fotografieren. Dazu dekoriert er diesen aufwändig, worüber der Wachsoldat nicht gerade erfreut ist. Als er aber für das Foto alles vorbereitet hat, ist Wachablöse für den Soldaten. Als dieser abtritt, fotografiert die Kamera ins Leere und das Foto misslingt. Schließlich ist es Zeit, ins Bett zu gehen. Vorher liest er noch mit seinem Teddy ein Comicheft und danach macht er das Licht aus, indem er mit einer Pistole auf die Glühbirne schießt. Aber Mr. Bean kann nicht einschlafen. Zunächst verscheucht er als Hund verkleidet eine Schar von Katzen, die die Ruhe stören. Auch das TV-Programm weckt ihn auf. Er versucht auch Schäfchenzählen, wobei es ihm dann endlich gelingt, einzuschlafen. |                                     |                            |                                         |                                       |
| 14 | Mr. Bean beim Friseur               | Hair By Mr. Bean Of London | 15. Nov. 1995                           | ?                                     |
| Mr. Bean geht zum Friseur. Als dieser vorübergehend verschwindet, da seine Assistentin nicht ans Telefon geht, übernimmt Mr. Bean den Job unfreiwillig und beweist seine Unfähigkeit zuerst an einem kleinen Jungen, dem er auf der Mitte des Kopfes einen Streifen von hinten nach vorne rasiert. Der Junge findet jedoch großen Gefallen an seiner neuen Frisur. Weil Bean dabei Geld verdient, versucht er sich noch an zwei weiteren Kunden, wobei er einem Mann versehentlich den Pferdeschwanz wegschneidet und einem anderen die Glatze, die er durch das in seinen Rasierer verklemmte Toupet aufgedeckt hat, mit Schaum und aufgesammelten Haaren zuklebt. Dies bringt dem echten Friseur Ärger ein und dieser wird zu Unrecht beschuldigt. Bean verlässt den Salon mit dem Kopf von Prinz Charles getarnt. Anschließend besucht er ein Schulfest, bei dem er zuerst ein Geschicklichkeitsspiel austrickst, um zu einem Preis zu kommen. Beim nächsten Spiel „Triff den Direktor“ wirft er, nachdem er die eigentlich dazu gedachten nassen Schwämme aufgebraucht hat, mit Dosen, Schachteln und einem Sessel auf die Wand, woran ihn aber der Aufseher schließlich hindert. Mit seinem Teddy nimmt er anschließend an einen Tierwettbewerb teil, nachdem eine Wertungsrichterin ohne Absprache mit ihrem Vorgesetzten, der in Zeitnot ist und nicht zuhört, das Stofftier (seinen Teddy) zulässt. Alle anderen Kinder verlieren mit ihren Tieren und Bean gewinnt den Wettbewerb mit den Tricks seines Teddys. Allerdings nimmt er den Hauptpreis, der ein großer Knochen ist, nicht an und nimmt stattdessen einen Topf Honig mit. Später hat er am Bahnhof Probleme, an einer Kontrolle vorbeizukommen, weil er keine Fahrkarte hat und schlüpft in einen Postsack. Damit legt er sich sogar auf ein Drehkreuz, landet aber wieder auf der falschen Seite und stürzt im Freudentaumel auf die Gleise hinunter. Danach hält man ihn tatsächlich für einen Postsack, er landet aber in einem Zug mit Post nach Russland. Nun reist er (vermutlich als blinder Passagier) um die halbe Welt. |                                     |                            |                                         |                                       |
| 15 | Mr. Bean räumt auf                  | The Best Bits of Mr. Bean  | 15. Dez. 1995                           | 2010                                  |
| Diese Episode ist 72 Minuten lang und beinhaltet eine Zusammenstellung aus Sketchen früherer Episoden. Mr. Bean geht an einem regnerischen Tag mit seinem Teddy auf den Dachboden des Hauses. Er findet dort beim Entrümpeln viele alte Dinge und erinnert sich dabei an die Geschehnisse einzelner Episoden, in denen die Dinge vorkamen. Diese Episode ist nur einzeln auf Video und DVD erschienen. |                                     |                            |                                         |                                       |

### Specials
Die beiden Specials erschienen nur auf Video und DVD und wurden niemals im Fernsehen ausgestrahlt.
| Nr. | Deutscher Titel             | Originaltitel | Zusammenfassung | Erstveröffentlichung Vereinigtes Königreich |
| --- | --------------------------- | ------------- | --- | ------------------------------------------- |
| S1  | Mr. Bean in der Bücherei    | The Library   | Der letzte Sketch war bis zur VHS-Veröffentlichung The Amazing Adventures of Mr. Bean unveröffentlicht. Hier wird Mr. Bean in der Bibliothek ein antikes Buch ausgehändigt. Sein Versuch, eine besonders eindrucksvolle Seite abzupausen, endet mit der fast vollständigen Zerstörung des wertvollen Werks. Bei der Rückgabe gelingt es ihm, das beschädigte Buch einem anderen, ahnungslosen Besucher unterzuschieben. Mr. Bean verlässt die Bücherei, bemerkt aber, dass er sein Lesezeichen in dem Buch vergessen hat; er holt es sich bei der Übergabe zurück und verrät sich dabei selbst. | 5. Nov. 1990                                |
| S2  | Mr. Bean wartet auf den Bus | The Bus Stop  | Mr. Bean wartet auf einen Bus, weil er in die Stadt will. Als der Bus kommt, ist er jedoch voll. Mr. Bean versucht, die Leute, die nun nach und nach erscheinen, von der ersten Stelle neben dem Haltestellenschild zu verdrängen, indem er die Bremse des Kinderwagens einer Frau löst oder einen Blinden verwirrt. Schließlich kommt der Bus, hält aber am anderen Ende der Schlange, sodass die anderen mitkommen und der Bus, als Mr. Bean einsteigen will, voll ist und er wieder stehen bleiben muss.                                                                                     | 15. Nov. 1991                               |

## Musik
Die Titelmusik von Mr. Bean ist ein chorales Thema, was für Comedy eher untypisch ist. Es wurde von Komponist Howard Goodall geschrieben und ist inspiriert und adaptiert von Anton Bruckners geistlicher Motette Locus iste. Das Stück wurde vom Chor der Southwark Cathedral (später Christ Church Cathedral, Oxford) gesungen. Der lateinische Text in den Sequenzen lautet wie folgt:
- Ecce homo qui est faba – Seht den Menschen, der eine Bohne [englisch bean] ist (Titel)
- Finis partis primae – Ende des ersten Teils (vor der Werbung, in der deutschen Ausstrahlung weggelassen)
- Pars secunda – Zweiter Teil (nach der Werbung, ebenfalls nicht in der deutschen Ausstrahlung)
- Vale homo qui est faba – Auf Wiedersehen, Mann, der eine Bohne ist. (Am Ende)[5]

Das Stück wurde auf dem Album Choral Works von Howard Goodall veröffentlicht. Goodall schrieb außerdem Musik für viele der Episoden.
Das chorale Thema tauchte erst ab der zweiten Episode auf. In der ersten Folge war die Titelmusik ein anderes instrumentales Stück, das ebenfalls von Goodall komponiert wurde. Es lief als Hintergrundmusik, während Bean in seinem Mini unterwegs war und dabei den blauen Reliant in Schrecken versetzte, weshalb es später immer dann auftauchte, wenn Mr. Beans Erzfeind auf der Bildfläche erschien.
Manchmal wird Musik in der Serie auch als ironische Referenz eingesetzt: In der Episode Mr. Bean schlägt wieder zu wird, als Mr. Bean am Ende der Minigolf-Episode zu der Dame ins Auto einsteigt, die Titelmelodie zu einer anderen Richard-Curtis-Comedyserie, The Vicar of Dibley, im Autoradio gespielt. Als er in Fröhliche Weihnachten, Mr. Bean mit den Spielsachen im Harrods-Kaufhaus herumspielt, lässt er die Spielzeugsoldaten die Titelmelodie der vierten Staffel von Blackadder spielen, einer Serie, in der Rowan Atkinson ebenfalls die Hauptrolle spielt.

## Ende
Atkinson kündigte in einem Interview der Frankfurter Rundschau 2007 an, sich von seiner Rolle als Mr. Bean zu trennen. Tatsächlich hat er seitdem die Rolle aber immer wieder zu einzelnen Anlässen erneut gespielt, etwa bei der Eröffnungsfeier der Olympischen Spiele 2012 und in mehreren Comic-Relief-Sketchen. Im Jahr 2016 erwähnte Atkinson in einem Interview, dass er niemals aufhören würde, Mr. Bean zu spielen.

## Ausstrahlung

### Großbritannien
In Großbritannien strahlte, beginnend mit der ersten Folge (Mr. Bean) am 1. Januar 1990, das Netzwerk ITV die Comedy-Serie aus.

### Ausstrahlung im deutschsprachigen Raum
Im deutschen Fernsehen wurde Mr. Bean zum ersten Mal 1991 vom Sender SWR gezeigt und bis 2004 strahlten Das Erste, einige dritte Programme sowie Arte die Folgen aus. 1997 und 1998 liefen die Folgen bei RTL. Seit 2005 liegen die Senderechte in Deutschland bei Super RTL, wo die Staffel seitdem jedes Jahr mehrfach wiederholt und zumeist zur Primetime ausgestrahlt wurde. Dabei wird die Serie in Originalsprache mit Untertiteln ausgestrahlt. Lediglich wurde 2010 auf Super RTL eine synchronisierte Fassung ausgestrahlt, in der Lutz Mackensy Mr. Bean seine Stimme lieh.
In Österreich lief Mr. Bean in den 1990er und 2000er Jahren auf ORF 1, später auf ORF III, und der Schweizer Sender 3+ sendet die Folgen seit 2008.

## Auszeichnungen
- 1990: Rose von Montreux: Goldene Rose, Preis der Presse und Spezialpreis der Stadt Montreux

## Auftritte in anderen Medien

### Werbung
Seit Oktober 2014 ist Atkinson in der Rolle des Mr. Bean in den britischen Snickers-Werbespots zu sehen. In der Vergangenheit war die Figur zudem auch in Werbespots für Fuji Film, den Nissan Tino (Spotreihe lief nur in Japan), Rema 1000 (in Dänemark und Norwegen) und M&M’s zu sehen.

### Musikvideos und eigene Platte
Mr. Bean taucht 1991 in dem Musikvideo The Stonk des britischen Komikerduos Hale und Pace auf, welches für die britische Charity-Organisation Comedy Relief (Red Nose Day) gedreht wurde.
Ein Jahr später machte Mr. Bean selbst eine Platte für den guten Zweck. Der Song (I want to be) Elected von Mr. Bean and Smear Campaign featuring Bruce Dickinson war das Cover eines Alice-Cooper-Songs und erreichte Platz neun in den britischen Single-Charts.
1997 war Mr. Bean ebenfalls im Video zur Single Picture of You von der Gruppe Boyzone zu sehen. Das Lied ist Teil des Soundtracks zu Bean – Der ultimative Katastrophenfilm.

### Leinwandadaptionen
1997 kam Bean – Der ultimative Katastrophenfilm in die Kinos, in dem Mr. Bean erstmals in größerem Umfang (und zudem relativ deutlich anstatt mit dem aus der TV-Serie bekannten nuschelig-brummenden Tonfall) sprach, was von vielen Fans stark kritisiert wurde. Der Film wurde in den USA gedreht.
Am 29. März 2007 startete mit Mr. Bean macht Ferien in Deutschland ein weiterer Kinofilm mit Mr. Bean in der Hauptrolle. Dieser blieb der Figur wesentlich treuer, reduzierte seine Sprech-Anteile wieder auf ein Minimum und setzte stattdessen wieder stärker auf die Mimik und Körpersprache der Figur.

### Zeichentrickserie
Seit 2002 gibt es eine Zeichentrickserie, die im deutschen Fernsehen auf Super RTL ausgestrahlt wird. Rowan Atkinson ist an der Produktion der Serie beteiligt und leiht dem Zeichentrick-Mr. Bean auch seine Stimme, zudem sind mit Richard Curtis und Robin Driscoll weitere Leute an der Produktion beteiligt, die auch an der Real-Serie mitgewirkt haben. Da die Originalserie jedoch vor allem von Rowan Atkinsons Mimik lebt, ist die Zeichentrick-Variante unter Mr. Bean-Fans umstritten und erreichte nie denselben Erfolg und Kultstatus wie die Real-Serie.

### Eröffnungszeremonie der Olympischen Sommerspiele 2012
Bei der Eröffnungsfeier der Olympischen Spiele 2012 in London trat Atkinson erneut als Mr. Bean auf. In einer Slapstick-Einlage begleitete er das von Simon Rattle dirigierte London Philharmonic Orchestra während des Musikstücks Chariots of Fire, der Titelsequenz des Spielfilms Die Stunde des Siegers. Atkinsons Auftritt galt als ein Highlight der Zeremonie.

### Comic Relief
Mr. Bean tritt seit 1991 auch unregelmäßig in Sketchen für die jährliche Comic-Relief-Gala auf. Zuletzt war er dort im Jahr 2007 in Mr. Bean’s Wedding zu sehen, wo er als Gast auf einer Hochzeit für Furore sorgt, und 2015 in Funeral, wo er eine Trauerfeier ins Chaos stürzt.